# 紀念品

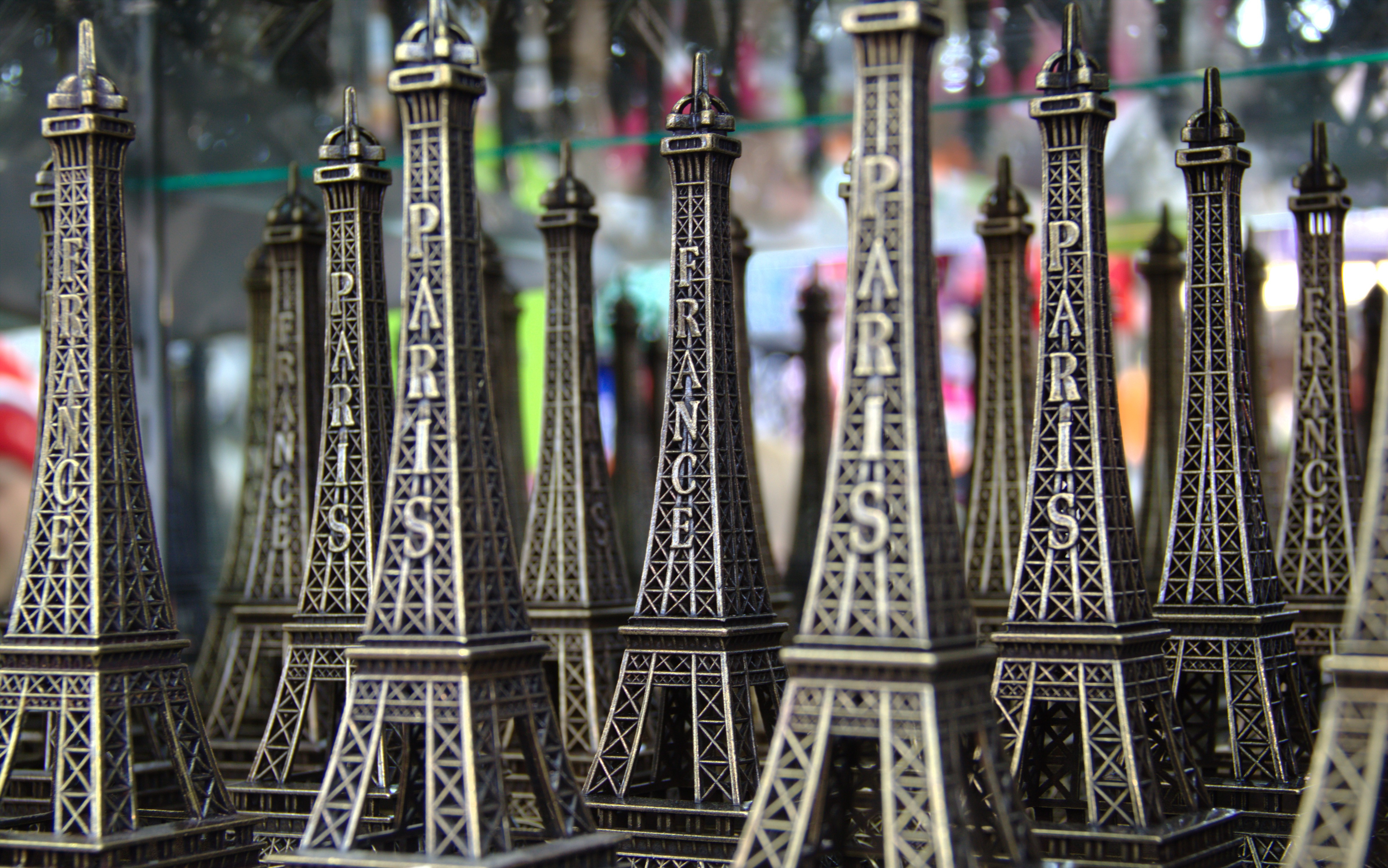
艾菲爾鐵塔的紀念品。

紀念品是為了保存記憶而取得的物品。只要有紀念意義，都算是紀念品，且每個人都對紀念品有不同的定義。紀念品本身可能有價值和其他用途，也可能只有紀念功能。如果紀念品少了背後的回憶，其意義就很難為外人知䁱。

## 形式

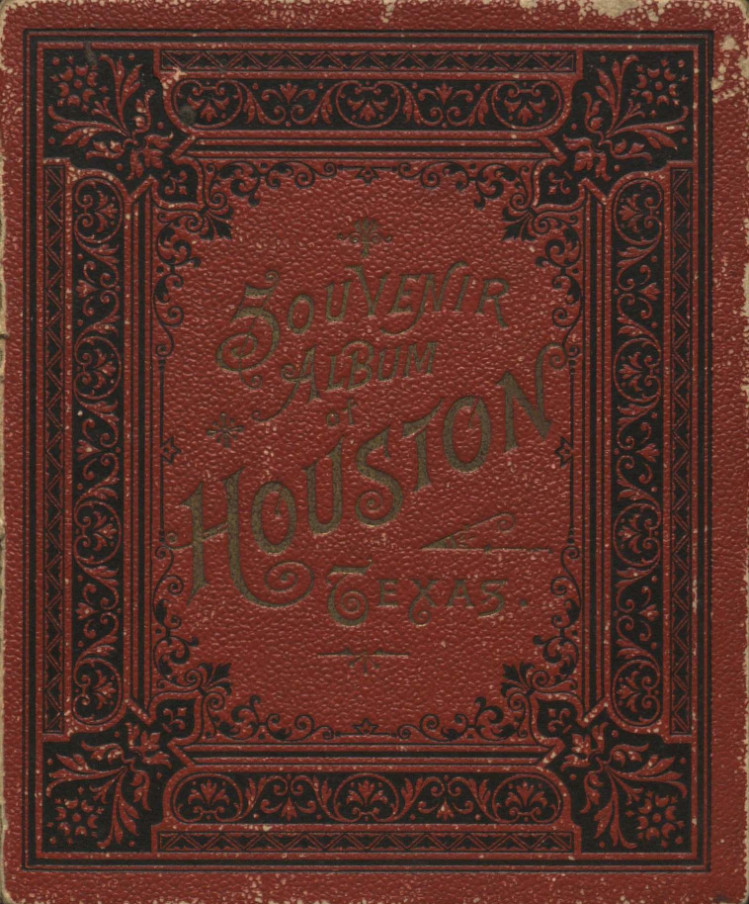
1891年美國休士頓的相片集。

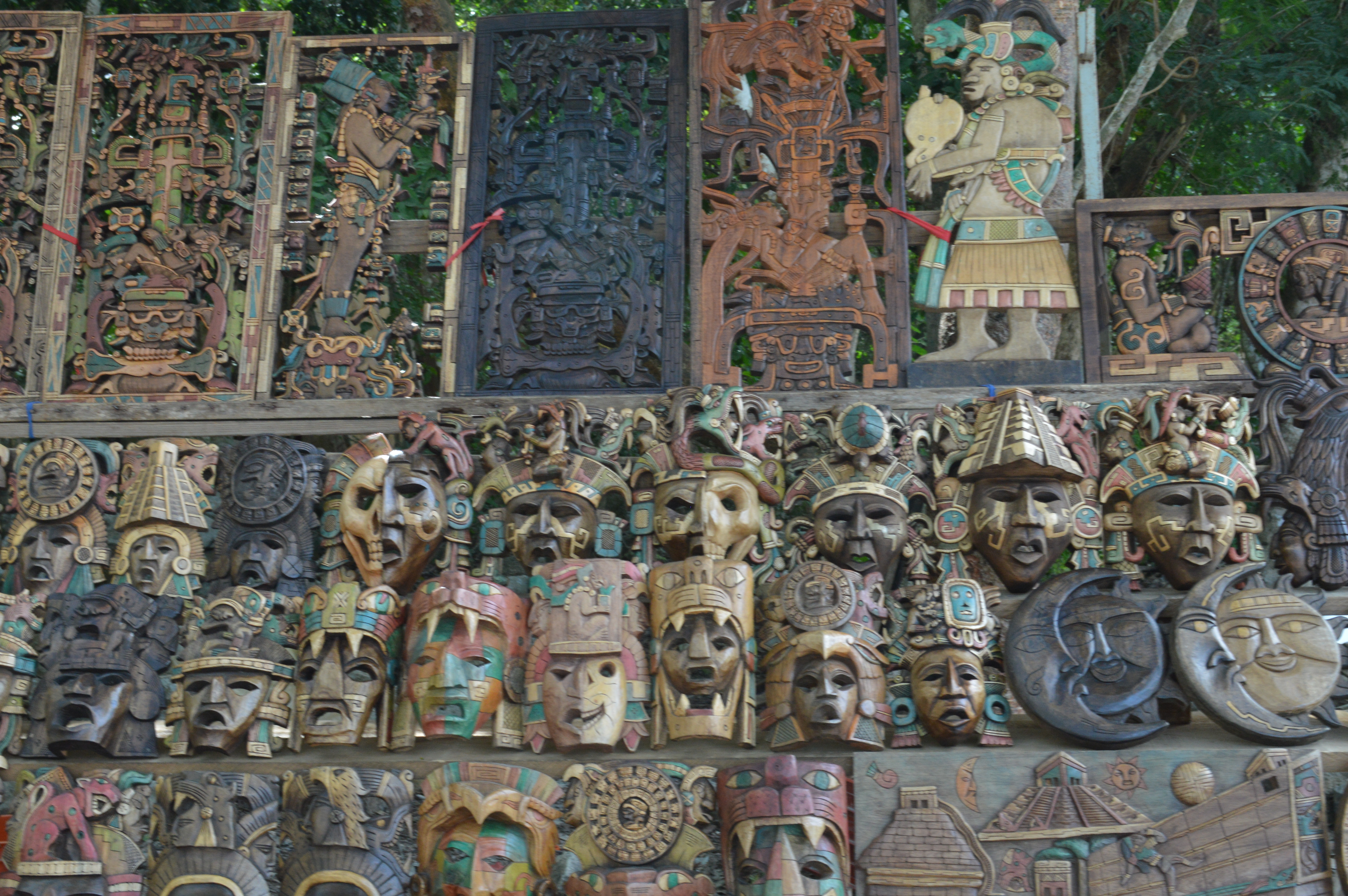
墨西哥契琴伊薩的手工木雕紀念品。

常見大歸模製作紀念品包括標有當地地名、口號或地標的上衣、帽子、冰箱磁鐵、明信片、杯子碗盤、模型、相片集等等。另外也有由當地藝術家小規模制作、能表現當地文化的民俗藝品和手工藝品。其他形式的紀念品還有在當地收集的沙、石頭、貝殼等等。照片可能是最多人收集的紀念品。
除了旅行，也有用來紀念事件、職業、或品牌或其他事物的紀念品。例如比賽的獎牌、觀看球賽時買的球隊衣服、明星的簽名照、校慶的別針、國家發行的紀念幣等等。具有重大意義的紀念品常會裝裱在畫框或放在展示架中小心保存。
在第一次世界大戰曾有軍人在戰場上殺敵後，將敵人的身體部位帶回作為紀念品。

## 經濟效益

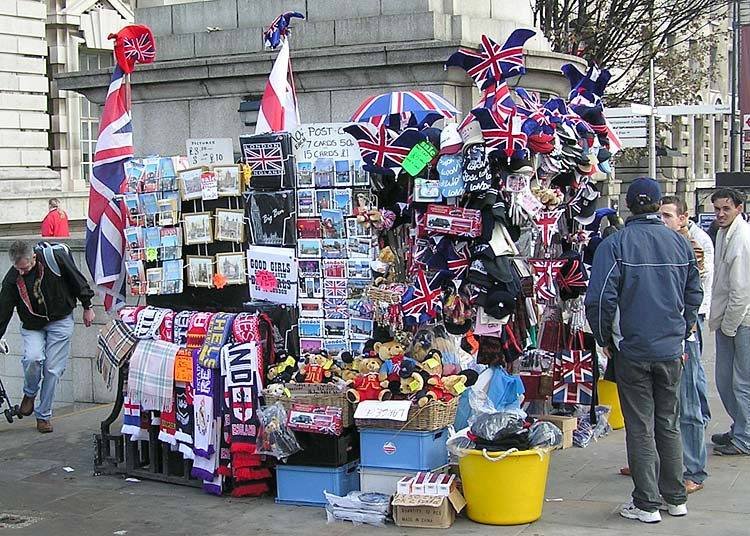
英國倫敦的紀念品攤商。

紀念品在世界各地的觀光業有兩個重要的功能，一是貢獻當地的經濟活動，二是用紀念品讓觀光客想要再次來訪，三是作為廣告。在許多觀光景點附近都有專門賣紀念品的禮品店。

## 作為禮品
在一些文化中（包括漢文化、日本文化、菲律賓文化），出外遠行的人時常帶回帶有當地的特色的禮物回來送給家人、朋友和同事。在日本文化中，這也有對於先前的離開表示歉意的涵義 。有別於其他形式的紀念品，伴手禮時常是食物，無法長期保存。